# Chilodes combinata
Chilodes combinata är en fjärilsart som beskrevs av Edelstein 1910. Chilodes combinata ingår i släktet Chilodes och familjen nattflyn. Inga underarter finns listade i Catalogue of Life.